# Peperomia lorentzii
Peperomia lorentzii är en pepparväxtart som beskrevs av C. Dc.. Peperomia lorentzii ingår i släktet peperomior, och familjen pepparväxter. Inga underarter finns listade i Catalogue of Life.